# Lincoln MacVeagh
Lincoln MacVeagh (né à Narragansett, États-Unis, le 1er octobre 1890 - mort à Adelphi, dans le même pays, le 15 janvier 1972) est un diplomate et un archéologue américain. Il est ambassadeur des États-Unis en Grèce (1933-1941), en Islande (1941-1942), en Afrique du Sud (1942-1943), auprès des gouvernements yougoslave et grec en exil (1943-1944), en Grèce (1944-1947), au Portugal (1948-1952) et en Espagne (1952-1953).
Petit-fils de l'homme politique et diplomate Wayne MacVeagh (1833-1917) et fils de l'avocat et diplomate Charles MacVeagh (1860-1931), Lincoln MacVeagh effectue une partie de ses études en France. Polyglotte, il maîtrise l'allemand, le français, l'espagnol, le latin et le grec ancien. Nommé par Franklin Delano Roosevelt, il commence sa carrière diplomatique en 1933 et la poursuit jusqu'en 1953. En 1947, il témoigne secrètement devant le Congrès des États-Unis sur les dangers représentés par le communisme dans les Balkans, ce qui contribue à la mise en place de la doctrine Truman.